# Sistema de classificação de conteúdo de jogos eletrônicos
Um sistema de classificação de conteúdo de jogos eletrônicos é um sistema usado para a classificação de jogos eletrônicos em grupos relacionados com conveniência. A maior parte desses sistemas associam-se com e/ou patrocinados por um governo, e são às vezes a parte do sistema de classificação local de filme cinematográfico. A utilidade de tais avaliações foi posta em dúvida por estudos que publicam achados como 90% da reclamação de adolescentes que os seus pais "nunca" verificam as avaliações antes de permitir-lhes alugar ou comprar jogos eletrônicos, e como tais ligações foram feitas "para consertar" os sistemas de avaliação existentes. Os sistemas classificação de conteúdo de jogos eletrônicos podem ser usados como base de leis que cobrem as vendas de jogos eletrônicos a menores, como na Austrália. Esses sistemas de avaliação também foram usados para restringir voluntariamente vendas de certos jogos eletrônicos pelas lojas, como a retirada que a Kaufhof fez de todos os jogos eletrônicos taxados 18+ pela USK depois do tiroteio na escola Winnenden.

## Comparação
Uma comparação de companhias de avaliação de jogos eletrônicos atualmente na ativa.
| País/idade | 1        | 2        | 3        | 4               | 5               | 6               | 7               | 8               | 9               | 10           | 11           | 12           | 13           | 14           | 15           | 16           | 17            | 18+           | Notas |
| ---------- | -------- | -------- | -------- | --------------- | --------------- | --------------- | --------------- | --------------- | --------------- | ------------ | ------------ | ------------ | ------------ | ------------ | ------------ | ------------ | ------------- | ------------- | --- |
| ESRB       |          |          | eC       | eC              | eC              | E               | E               | E               | E               | E10+         | E10+         | E10+         | T            | T            | T            | T            | M             | Ao            | |
| OFLCA      | G        | G        | G        | G               | G               | G               | G               | PG              | PG              | PG           | PG           | PG           | M            | M            | MA15+        | MA15+        | MA15+         | RC            | até 2011 Jogos classificados como RC eram banidos para venda, emprego ou transmissão na Austrália. |
| OFLCNZ     | G        | G        | G        | G               | G               | G               | G               | PG              | PG              | PG           | PG           | PG           | R13          | R13          | R15          | R16          | R16           | R18           | |
| BBFC       | UC       | UC       | UC       | U               | U               | U               | U               | PG              | PG              | PG           | PG           | 12           | 12           | 12           | 15           | 15           | 15            | 18            | |
| ELSPA      | 69       | 69       | 69       | 69              | 69              | 69              | 7+              | 7+              | 7+              | 7+           | 7+           | 12+          | 12+          | 12+          | 15+          | 16+          | 16+           | 18+           | Usado até 2002, agora usa a classificação PEGI ou BBFC. |
| IFCO       | G        | G        | G        | G               | G               | G               | PG              | PG              | PG              | PG           | PG           | 12           | 12           | 12           | 15           | 15           | 15            | 18            | As classificações de jogos eletrônicos são quase todas feitas pela PEGI, mas passa pela revisão da IFCO e pode ganhar outra classificação respectivamente.                                                          |
| PEGI       |          |          | 3+       | 3+              | 3+              | 3+              | 7+              | 7+              | 7+              | 7+           | 7+           | 12+          | 12+          | 12+          | 12+          | 16+          | 16+           | 18+           | Em Portugal, algumas classificações diferem do padrão PEGI. |
| VET        |          |          | 3+       | 3+              | 3+              | 3+              | 7+              | 7+              | 7+              | 7+           | 7+           | 12+          | 12+          | 12+          | 12+          | 16+          | 16+           | 18+           | |
| USK        | Alle     | Alle     | Alle     | Alle            | Alle            | 6               | 6               | 6               | 6               | 6            | 6            | 12           | 12           | 12           | 12           | 16           | 16            | 18            | |
| MJ/DEJUS   | L        | L        | L        | L               | L               | L               | L               | L               | L               | 10           | 10           | 12           | 12           | 14           | 14           | 16           | 16            | 18            | filmes, jogos eletrônicos e programas de televisão |
| ESRA       |          |          | 3+       | 3+              | 3+              | 3+              | 7+              | 7+              | 7+              | 7+           | 7+           | 12+          | 12+          | 12+          | 15+          | 15+          | 15+           | 18+           | |
| CERO       | A        | A        | A        | A               | A               | A               | A               | A               | A               | A            | A            | B            | B            | B            | C            | C            | D             | Z             | |
| EOCS/CSA   | General  | General  | General  | General         | General         | General         | General         | General         | General         | General      | General      | General      | General      | General      | R            | R            | R             | 18+           | Usado primariamente para Jogos Bishōjo |
| GRB        | A        | A        | A        | A               | A               | A               | A               | A               | A               | A            | A            | 12           | 12           | 12           | 15           | 15           | 15            | 18            | A KMRB não classifica mais jogos eletrônicos. |
| GSRR       | 普遍 (G) | 普遍 (G) | 普遍 (G) | 普遍 (G)        | 普遍 (G)        | 保護 (P)        | 保護 (P)        | 保護 (P)        | 保護 (P)        | 保護 (P)     | 保護 (P)     | 輔12 (PG 12) | 輔12 (PG 12) | 輔12 (PG 12) | 輔15 (PG 15) | 輔15 (PG 15) | 輔15 (PG 15)  | 限制 (R)      | Não há um sistema oficial de clasificação em Taiwan e todos os jogos são classificados pelas próprias empresas segundo lei federal. Na China não há um sistema e nem uma organização de classificação até o momento |
| TIGRS      |          |          |          | Family Friendly | Family Friendly | Family Friendly | Family Friendly | Family Friendly | Family Friendly | Teen Content | Teen Content | Teen Content | Teen Content | Teen Content | Teen Content | Teen Content | Adult Content | Adult Content | Criado para uso de jogos produzidos por desenvolvedores independentes. |
| Apple      |          |          |          | 4+              | 4+              | 4+              | 4+              | 4+              | 9+              | 9+           | 9+           | 12+          | 12+          | 12+          | 12+          | 12+          | 17+           | 17+           | Criado para jogos distribuídos mundialmente através da App Store da Apple Inc. |

Explicações das específicas classificações estão disponíveis nos artigos correspondentes.

## Uso
A imagem abaixo mostra o uso de vários sistemas de classificação de jogos eletrônicos ao redor do mundo. Países preenchidos com cores gradientes usam mais de um sistema de classificação.[carece de fontes?]